# 卡萝尔·钱宁
卡萝尔·伊莱恩·钱宁（英語：Carol Elaine Channing，1921年1月31日—2019年1月15日），或译卡洛·香寧，美国女演员。1964年，她凭借《你好，多莉！》夺得托尼奖最佳音乐剧女演员奖，后来又在其他作品中多次扮演多莉。她也是一名很成功的电影演员，1967年凭借《蜜莉姑娘》中的演出获得金球獎最佳電影女配角奖及奥斯卡最佳女配角奖提名。此外，她也曾出演多部电视剧。
1981年，她入选美国戏剧名人堂，1995年又获得托尼奖终生成就奖。

## 扩展阅读
- Just Lucky I Guess: A Memoir of Sorts by Carol Channing (Simon & Schuster, 2002)
- Diary of a Mad Playwright: Perilous Adventures on the Road with Mary Martin and Carol Channing by James Kirkwood, Jr., about production of the play Legends (Dutton, 1989)